# Культура отмены
Культура отмены, или культура исключения (англ. cancel culture, call-out culture) — возникший в США и Европе социально-политический термин; современная форма остракизма, при которой человек или определённая группа лишаются поддержки и подвергаются осуждению в социальных или профессиональных сообществах как в онлайн-среде и в социальных медиа, так и в реальном мире. Merriam-Webster определяет термин «отмена» (англ. cancel) как «прекращение поддержки человека», онлайн-словарь Dictionary.com определяет термин как «прекращение поддержки („отмену“) публичных фигур и компаний после того, как они сделали или сказали что-то, что считается возмутительным или оскорбительным». Кампанию по осуждению и травле за убеждения или действия в прошлом также иногда называют «кэнселлинг».
Термин «культура отмены» также может означать «культурный бойкот» определённой персоны (как правило, знаменитости) либо бренда. Данное понятие, как правило, имеет негативную коннотацию и часто используется во время дебатов по поводу свободы слова и цензуры.

## Примеры
В качестве примеров знаменитостей, которые подверглись «культуре отмены», называют писательницу Джоан Роулинг, обвинённую в трансфобии, певицу Лану Дель Рей, обвинённую в антифеминизме, видеоблогера Дженну Марблс, которую критиковали за использование непристойных выражений, гендерных стереотипов и блэкфейса в её старых видеороликах.

## Научная оценка
Социальный психолог Джонатан Хайдт и Грег Лукианофф заметили, что культура отмены как феномен возникла вследствие образования так называемого «культа безопасности» в американских университетских кампусах и городках, декларирующего нетерпимость и табуированность к любому мнению, которое можно интерпретировать как расистское, сексистское или трансфобное. Профессор медиа-исследований в Университете штата Мичиган Кейт Н. Хэмптон заметила, что подобная практика только приводит к разделению американского общества и нарастанию враждебности между противоположными идеологическими лагерями, но при этом «культура отмены» никак не влияет на изменение мнения в пользу её сторонников. Исследователь средств массовой информации Ева Ын описала пользователей, которые относят себя к представителям культуры отмены, как «типичные маргинальные голоса», громко кричащие в интернете, противопоставляя себя культуре большинства.
Профессор Университета штата Мичиган Лиза Накамура назвала культуру отмены стремлением контролировать свободу мнений, пользуясь властью, данной социальными сетями. Профессор Йельского университета Джошуа Кноб утверждает, что публичное осуждение неэффективно, так как против жертвы выносится мгновенный приговор, и, почти не разобравшись в ситуации, её объявляют преступником, или персоной нон-грата. По мнению Кноба, «культура отмены» оказывает противоположный эффект на сторонних наблюдателей, подталкивая их скорее посочувствовать жертве и вырабатывая предвзятое отношение к ценностям, проталкиваемым сторонниками «отмены». Кноб утверждал, что вместо этого стоит акцентировать особое внимание на положительных действиях, которое будет встречать поддержку у большинства.

## Дискуссия
Бывший президент США Барак Обама высказывался против «культуры отмены», заметив, что «у всех людей, совершавших добрые поступки, есть недостатки. Люди, против которых вы боретесь, могут любить своих детей или делиться своими вещами с другими». Его преемник Дональд Трамп сравнивал «культуру отмены» с «тоталитаризмом, политическим оружием, используемым для наказания и унижения несогласных, отнимая у них работу и заставляя подчиняться».
По инициативе редактора USA Today было опубликовано открытое письмо, подписанное 153 общественными деятелями. Оно излагало озабоченность по поводу нарастающей практики нетерпимости к противоположным взглядам, моду на публичное осуждение и остракизм, а также тенденцию стирать сложные политические вопросы ослепляющими моральными лозунгами. При этом лектором Арионн Неттлс было инициировано ответное открытое письмо в защиту культуры отмены и подписанное 160 журналистами и другими общественными деятелями.
Согласно опросу, проведённому Morning Consult в 2020 году, 40 % респодентов одобряли «отмену» деятелей и компаний, если считали, что они сказали что-то оскорбительное или предосудительное, при этом 8 % сами участвовали в «отмене». При этом заявили, что поддерживали культуру отмены, 55 % молодых респондентов в возрасте от 18 до 34 лет и только 32 % избирателей старше 65 лет. Тем не менее отношение к культуре отмены как явлению в нынешнем виде было неоднозначным, только 32 % высказали своё одобрение, 44 % не одобряли и 24 % не могли дать точный ответ. 46 % опрошенных считали, что отмена зашла слишком далеко, но 53 % считали, что люди должны знать о последствиях публичного выражения непопулярных мнений, особенно тех, которые могут быть истолкованы как глубоко оскорбительные для других людей.
Опрос, проведённый Гарвардским центром американских политических исследований в 2021 году, показал, что 64 % опрошенных респондентов рассматривали культуру отмены как угрозу своей свободе высказывания, а 36 % — нет. 36 % опрошенных назвали отмену серьёзной проблемой, а 32 % — умеренной проблемой, 20 % — незначительной проблемой и только 13 % не рассматривали её как проблему. 54 % опрошенных заметили обеспокоенность по поводу того, что боятся выражать своё мнение в интернете в страхе быть уволенным и заблокированным в социальных сетях. 46 % заявили, что эта проблема их не касается.
В телевизионном обращении 18 марта 2022 года президент России Владимир Путин сравнил международную критику в адрес деятелей культуры, которые поддержали российское вторжение на Украину, с «отменой» писательницы Джоан Роулинг, заявив, что «[западные страны] сегодня пытаются отменить целую тысячелетнюю страну, наш народ». В ответ на это Роулинг выступила с осуждением российского вторжения, в ходе которого, по её словам, российские войска «уничтожают гражданское население».

### Критика концепции
Некоторые журналисты ставят под сомнение существование «культуры отмены» как реально существующего феномена. Редактор Vice Коннор Гарел отметил, что культура отмены «редко оказывает какое-либо ощутимое или значимое влияние на жизнь и комфорт „отменённых“». По мнению правозащитника Дункана Файна, понятие «культуры отмены» часто используется в качестве оскорбления со стороны социальных и политических консерваторов.
Историк К. Дж. Ковентри обвинил противников концепции «отмены» в однобокости, отметив, что эти люди преуменьшают или игнорируют случаи «отмены», исходящие из правого крыла, и что всегда происходило на протяжении истории США и Европы, когда люди, выступавшие против несправедливости, подвергались в ответ преследованиям. «Я лично могу вспомнить несколько людей, подвергающихся преследованию со стороны якобы демократических стран за разглашение „неудобной“ информации». Похожее мнение оставил журналист Давид Олусога с сайта The Guardian. C одной стороны, он признал, что «культура отмены» достаточно проблематична, подпитывается политической нетерпимостью и токсичной анонимностью социальных сетей, но, с другой стороны, заметил, что идея того, что «отмена» исходит только от левых, — стала её главным мифом и в целом причиной спорности самого определения.
Сара Манавис написала для журнала New Statesman, что, хотя сторонники свободы слова более склонны выдвигать обвинения в «культуре отмены», критика представляет собой часть свободы слова и она редко приводит к последствиям для критикуемых, имеющих реальную власть. Она отметила, что самые известные люди, критиковавшие общественное мнение за канселлинг, по-прежнему имеют высокодоходный бизнес, и в заключение говорит: «Так что, даже если вы боитесь монстра под кроватью, он никогда не причинит вам вреда. Он не сможет, потому что в первую очередь его там никогда не было».
Бывший министр труда США Юджин Скалиа утверждал, что культура отмены — это форма свободы слова, защищённая Первой поправкой к Конституции.

### Культура последствий
Некоторые комментаторы СМИ (в том числе Санни Хостин и Левар Бертон) заявили, что культуру отмены следует переименовать в «культуру последствий» (англ. consequence culture). Эти термины имеют разные коннотации: «культура отмены» сконцентрирована на результате и желании говорящего отстоять определённую точку зрения, в то время как «культура последствий» выделяет, что те, кто публикует мнения и политические заявления на всеобщее обозрение, должны нести ответственность за свои слова и за их влияние на людей.